# Fannius Caepio
Fannius Caepio († wohl 23 v. Chr.) entstammte dem römischen plebejischen Geschlecht der Fannier und soll ein führender Beteiligter einer gegen das Leben des Kaisers Augustus gerichteten Verschwörung gewesen sein, wofür er mit seinem Leben büßen musste.
Vermutlich ist der Verschwörer identisch mit dem Fannius, der 43 v. Chr. als Legat des Gaius Cassius Longinus bei dessen Unternehmungen gegen die Anhänger des Publius Cornelius Dolabella auf Rhodos genannt wird. Er war wohl der Sohn des Gaius Fannius, eines Anhängers des Gnaeus Pompeius Magnus.
Wahrscheinlich im Jahr 23 v. Chr. wurde Fannius Caepio beschuldigt, ein Komplott gegen Augustus geschmiedet zu haben. An diesem habe u. a. auch ein von den antiken Quellen meist nur als Murena oder Licinius Murena titulierter Mann teilgenommen, der möglicherweise nicht – wie häufig angenommen – mit dem Konsul von 23 v. Chr., Aulus Terentius Varro Murena, identisch war. Nach Aufdeckung der Sache fällte nicht der Kaiser das Urteil über die Beschuldigten, sondern ein ordentliches Gericht leitete den Prozess, in dem der spätere Kaiser Tiberius als Ankläger auftrat. Fannius Caepio und Murena wurden in Abwesenheit des Hochverrats für schuldig befunden. In einer Kiste wurde Fannius Caepio, der fliehen wollte, von einem ihm ergebenen Sklaven heimlich aus der Stadt getragen und bis nach Neapel gebracht. Ein anderer Sklave verriet ihn aber, so dass seine Ergreifung und Hinrichtung gelang. Auch Murena entging nicht seiner Tötung.